# Ça n'arrive qu'aux autres (album)
Pour les articles homonymes, voir Ça n'arrive qu'aux autres.
Ça n'arrive qu'aux autres est un album de Michel Polnareff sorti en 1971.
Michel Polnareff a composé la musique du film du même nom, sortie sous forme d'un EP 5 titres.
La chanson principale, Ça n'arrive qu'aux autres, fut reprise en 2007 par Emily Loizeau dans sa réédition de L'Autre Bout du monde et dans Tribute To Polnareff.

## Liste des titres
| A1.  | Ça n'arrive qu'aux autres (BOF)   | 1:44 |
| A2.  | Jardin public                     | 2:05 |
| B1.  | Ça n'arrive qu'aux autres         | 1:45 |
| B2.  | Un couple heureux                 | 0:42 |
| B3.  | Valse viennoise                   | 0:49 |
| B4.  | Ca n'arrive qu'aux autres (final) | 0:35 |
| 7:40 |                                   |      |